# Metallinterferenzfilter
Ein Metallinterferenzfilter ist ein Filter, dessen Funktionsweise auf Interferenz beruht.
Siehe dafür auch Antireflexbeschichtung und Interferenzfilter.
Im Wesentlichen besteht solch ein Filter aus mehreren dünnen Glasschichten, zwischen denen das einfallende Licht reflektiert wird, so dass es zu einem Gangunterschied kommt. Durch diesen Gangunterschied sind die Phasen der elektromagnetischen Welle zueinander verschoben, wodurch es zu destruktiver Interferenz kommt. Dadurch löscht sich das Licht für bestimmte Wellenlängen aus.
Von „gewöhnlichen“ Interferenzfiltern unterscheidet sich der Metallinterferenzfilter dadurch, dass seine eine Seite mit einer dünnen, halbdurchlässigen Metallschicht bedampft ist, so dass der Filter auch großen Lichtintensitäten ausgesetzt werden kann, bzw. ein größerer Teil des Lichtes mehrfach reflektiert wird.
Metallinterferenzfilter werden mit der vorgespiegelten Seite zum Licht verwendet, da die andere Seite dunkel ist und somit sonst die Gefahr besteht, dass der Filter zu warm und dadurch beschädigt wird.